# Selección de fútbol sub-15 del Perú
La selección de fútbol sub-15 del Perú es el equipo representativo del país en las competiciones oficiales de fútbol de su categoría. Su organización está a cargo de la Federación Peruana de Fútbol, la cual es miembro de la Confederación Sudamericana de Fútbol y de la FIFA.
La selección de fútbol sub-15 del Perú participa cada dos años en el Campeonato Sudamericano de Fútbol Sub-15. Su mejor participación en un Sudamericano Sub-15 ha sido en la edición de 2013 cuando obtuvo el título del torneo.

## Uniforme
- Uniforme titular: Camiseta blanca con una banda diagonal roja, pantalón blanco, medias rojas con una franja blanca.
- Uniforme alternativo: Camiseta roja, pantalón rojo, medias rojas con una franja blanca.

## Jugadores

### Plantilla
Los siguientes jugadores fueron elegidos para disputar el Campeonato Sudamericano de Fútbol Sub-15 de 2019.

## Estadísticas

### Juegos Olímpicos de la Juventud
Los Juegos Olímpicos de la Juventud se iniciaron en 2010 con la inclusión del fútbol como deporte dentro de las competiciones. En la edición de 2018 el futbol fue reemplazado por el futsal.
| Año   | Ronda                                                                      | Posición                                                                   | PJ                                                                         | PG                                                                         | PE                                                                         | PP                                                                         | GF                                                                         | GC                                                                         |                                                                            |
| ----- | -------------------------------------------------------------------------- | -------------------------------------------------------------------------- | -------------------------------------------------------------------------- | -------------------------------------------------------------------------- | -------------------------------------------------------------------------- | -------------------------------------------------------------------------- | -------------------------------------------------------------------------- | -------------------------------------------------------------------------- | -------------------------------------------------------------------------- |
| 2010  | Los equipos participantes fueron invitados entre los cuales no estuvo Perú | Los equipos participantes fueron invitados entre los cuales no estuvo Perú | Los equipos participantes fueron invitados entre los cuales no estuvo Perú | Los equipos participantes fueron invitados entre los cuales no estuvo Perú | Los equipos participantes fueron invitados entre los cuales no estuvo Perú | Los equipos participantes fueron invitados entre los cuales no estuvo Perú | Los equipos participantes fueron invitados entre los cuales no estuvo Perú | Los equipos participantes fueron invitados entre los cuales no estuvo Perú | Los equipos participantes fueron invitados entre los cuales no estuvo Perú |
| 2014  | Medalla de Oro                                                             | 1.°                                                                        | 4                                                                          | 4                                                                          | 0                                                                          | 0                                                                          | 10                                                                         | 4                                                                          |                                                                            |
| Total | —                                                                          | —                                                                          | 4                                                                          | 4                                                                          | 0                                                                          | 0                                                                          | 10                                                                         | 4                                                                          |                                                                            |

### Campeonato Sudamericano Sub-15
Actualizado hasta la edición de 2023